# 梅爾西·阿爾馬斯
梅爾西·阿爾馬斯 （英語：Mairzee Almas）是加拿大電視導演。她的作品包括《超人前傳》，《妖女迷行》，《美女與野獸》和《我欲为人》。在此之前，她曾在電影和電視上擔任助理導演。

## 作品
- 超人前傳
- 妖女迷行
- 美女與野獸
- 我欲为人
- 我是殭屍
- 阿爾法戰士
- 避風港
- 地球異世界
- 地球百子
- 作案動機
- 童话镇

## 外部連結
- 官方网站
- 梅爾西·阿爾馬斯在互联网电影资料库（IMDb）上的資料（英文）